# Racing Club Anvers-Deurne
Racing Club Anvers-Deurne was een Belgische voetbalclub uit Antwerpen. De club was aangesloten bij de KBVB met stamnummer 29. De club speelde in haar korte bestaan een aantal seizoenen in de nationale reeksen, waaronder een paar seizoenen op het tweede niveau onder de oorspronkelijke naam Sint-Ignatius SC Antwerpen.

## Geschiedenis
In 1906 werd Guardia SC opgericht door studenten van de Sint-Ignatiusschool in Antwerpen en een jaar later hernoemd als Concordia Sporting Club en begint in de onderste regionale reeksen.Op 28 januari 1909 veranderen ze de clubnaam naar Sint-Ignatius SC maar het heeft desondanks niets met de school te maken.
In 1914 slaagden ze erin de halve finale van de Beker Van België te bereiken, maar verloren met 5-1 van Union Saint-Gilloise. In die halve finales speelden ook Eduard Van Roey en Ivan Thijs mee bij Sint-Ignatius SC.
In 1923 bereikte Sint-Ignatius SC Antwerpen voor het eerst Bevordering, dat dat seizoen net uitgebreid was naar twee reeksen. De bevorderingsreeksen vormden in die tijd het tweede nationale niveau. Sint-Ignatius werd er meteen zesde in zijn reeks en wist zich zo te handhaven. In 1925 werd men er zelfs derde, op amper twee punten van reekswinnaar CS Verviers. De club bleef bij de beteren, tot in 1926 de competitie werd hervormd. Het tweede nationale niveau werd teruggebracht van twee reeksen naar één reeks, de Eerste Afdeling, en een nieuwe derde klasse vormde voortaan drie bevorderingsreeksen. Sint-Ignatius trad zo in het seizoen 1926/27 aan in de verkleinde Eerste Afdeling. Men eindigde er echter op een voorlaatste plaats en zo zakte de club toch naar Bevordering, nu het derde niveau. Daar hield men nog even stand, maar twee jaar later, in 1929, strandde men ook daar afgetekend op een voorlaatste plaats. Na zes jaar nationaal voetbal zakte Sint-Ignatius weer naar de provinciale reeksen.
In 1930 werd de clubnaam gewijzigd in Racing Club Anvers-Deurne. Een jaar later bereikte men opnieuw de nationale reeksen. Daar eindigde men twee jaar in de middenmoot, tot men in 1933 een fusie aanging met Borgerhoutsche SK. Die club uit Borgerhout was bij de Voetbalbond aangesloten met stamnummer 84 en speelde op dat moment in Tweede Klasse. De fusieclub werd Racing Club Borgerhout en speelde verder met stamnummer 84 van Borgerhout. Stamnummer 29 werd geschrapt.De reden van de fusie was omdat Racing Club Anvers-Deurne geen stadion of veld had en steeds naar het Rivierenhof in Deurne moest gaan spelen op het veld van Tubantia AFC of andere kant van Rivierenhof bij Borgerhoutsche SK of als derde mogelijkheid in Hoboken op de "Zwaantjes" waar een amateurploeg FC Biljart speelde niet ver van de velden tegen elkaar liggen van Hoboken SK en Maccabi, de Joodse Antwerpse ploeg die nog steeds bestaat. Waar ze het eerst voetbalden was op de Stenenbrug 110 in Deurne.

## Resultaten
| Als Sint-Ignatius Sporting Club Anvers |   |    |     |      |                                           |                                           |                                           |                                           |
| 1909/10                                |   |    | 2   |      | Tweede Prov. Antw.                        | 31                                        |                                           |                                           |
| 1910/11                                |   |    | 2   |      | Tweede Prov. Antw.                        | 37                                        |                                           |                                           |
| 1911/12                                |   |    | 5   |      | Tweede Prov. Antw.                        | 21                                        |                                           |                                           |
| 1912/13                                |   |    | 5   |      | Tweede Gew. Antw.                         | 7                                         |                                           |                                           |
| 1913/14                                |   |    | 2   |      | Tweede Gew. Antw.                         | 15                                        |                                           |                                           |
| 1914/15                                |   |    |     |      |                                           |                                           | Geen competitie door Wereldoorlog I       |                                           |
| 1915/16                                |   |    |     |      |                                           |                                           | Geen competitie door Wereldoorlog I       |                                           |
| 1916/17                                |   |    |     |      |                                           |                                           | Geen competitie door Wereldoorlog I       |                                           |
| 1917/18                                |   |    |     |      |                                           |                                           | Geen competitie door Wereldoorlog I       |                                           |
| 1918/19                                |   |    |     |      |                                           |                                           | Geen competitie door Wereldoorlog I       |                                           |
| 1919/20                                |   |    | 1   |      | Tweede Gew. Antw.                         | 26                                        |                                           |                                           |
| 1920/21                                |   |    | 2   |      | Tweede Gew. Antw.                         | 22                                        |                                           |                                           |
| 1921/22                                |   |    | 2   |      | Tweede Gew. Antw.                         | 14                                        |                                           |                                           |
| 1922/23                                |   |    | 1   |      | Tweede Prov. Antw.                        | 40                                        |                                           |                                           |
| 1923/24                                |   | 7  |     |      | Promotie A                                | 26                                        |                                           |                                           |
| 1924/25                                |   | 3  |     |      | Promotie B                                | 34                                        |                                           |                                           |
| 1925/26                                |   | 5  |     |      | Promotie A                                | 29                                        |                                           |                                           |
|                                        | I | II | III | P.II | Vanaf 1926/27 zijn er 3 nationale niveaus | Vanaf 1926/27 zijn er 3 nationale niveaus | Vanaf 1926/27 zijn er 3 nationale niveaus | Vanaf 1926/27 zijn er 3 nationale niveaus |
| 1926/27                                |   | 13 |     |      | Eerste Afdeling                           | 19                                        |                                           |                                           |
| 1927/28                                |   |    | 10  |      | Bevordering A                             | 18                                        |                                           |                                           |
| 1928/29                                |   |    | 13  |      | Bevordering A                             | 9                                         |                                           |                                           |
| 1929/30                                |   |    |     | 7    | Tweede Prov. Antw.                        | 29                                        |                                           |                                           |
| Als Racing Club Anvers-Deurne          |   |    |     |      |                                           |                                           |                                           |                                           |
| 1930/31                                |   |    |     | 5    | Tweede Prov. Antw.                        | 33                                        |                                           |                                           |
| 1931/32                                |   |    | 8   |      | Bevordering B                             | 24                                        |                                           |                                           |
| 1932/33                                |   |    | 9   |      | Bevordering B                             | 26                                        |                                           |                                           |